# Stazione di Conselice
Stazione di Conselice vasútállomás Olaszországban, Conselice településen.

## Vasútvonalak
Az állomást az alábbi vasútvonalak érintik:
- Faenza–Lavezzola-vasútvonal

## Kapcsolódó állomások
A vasútállomáshoz az alábbi állomások vannak a legközelebb:
- Stazione di Lavezzola (Stazione di Lavezzola, Lavezzola-Lugo railway)
- Stazione di San Patrizio (Stazione di Lugo, Lavezzola-Lugo railway)